# Makkosház
Makkosház Szeged egyik városrésze. Tarján és Rókus között helyezkedik el.

## Közlekedés
Jelentősebb útjai a Csongrádi sugárút, amelyen helyközi és távolsági buszjáratok közlekednek. Főbb utcája még az Ortutay utca.

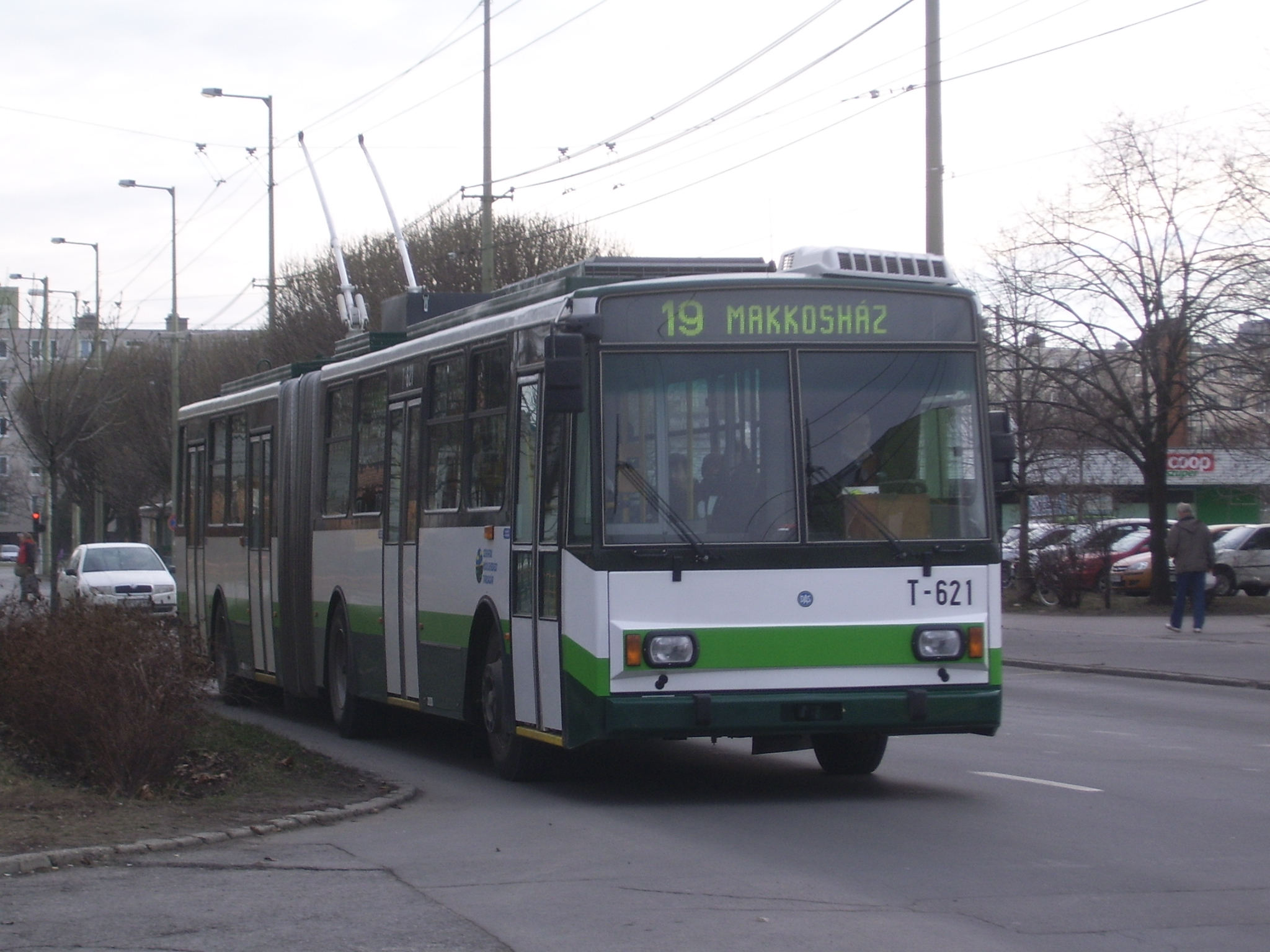
Skoda 15Tr trolibusz az Ortutay utcán

A városrészt trolibusz, autóbusz és villamos is kiszolgálja. A busz(ok) és trolik érkeznek, a Makkosház elnevezésű állomásra. 

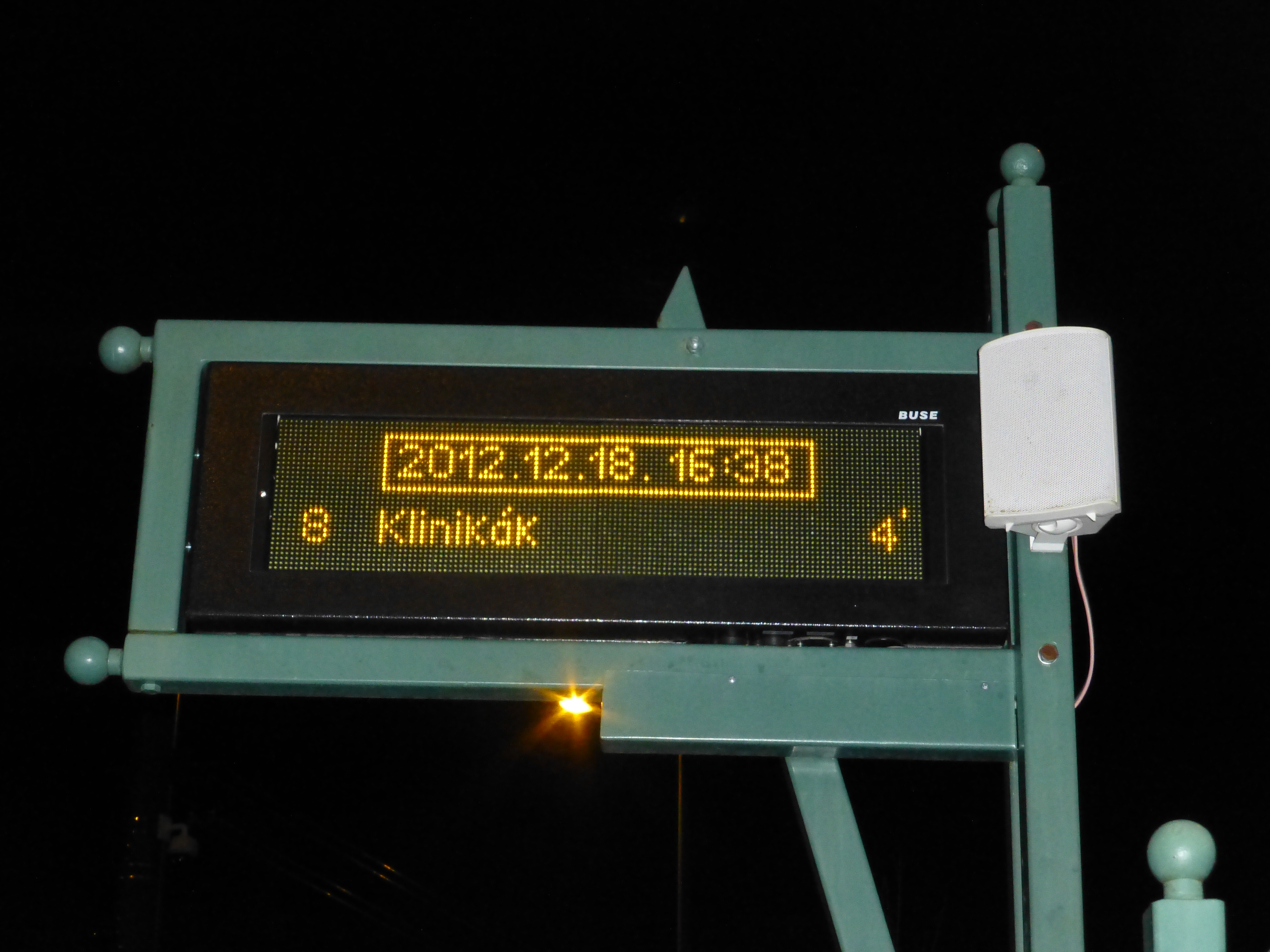
utastájékoztató a végállomáson

A sugárúton és a körúton megáll a város egyik legforgalmasabb járatcsaládja a 90-es, a 19-es trolival és a 2-es villamossal. Érinti a 84-es vonal. 2012. március 2.-án
a 2-es villamos megindulásával a 2-es busz, a 83-as busz és a 83A-s busz járatokat megszüntették.

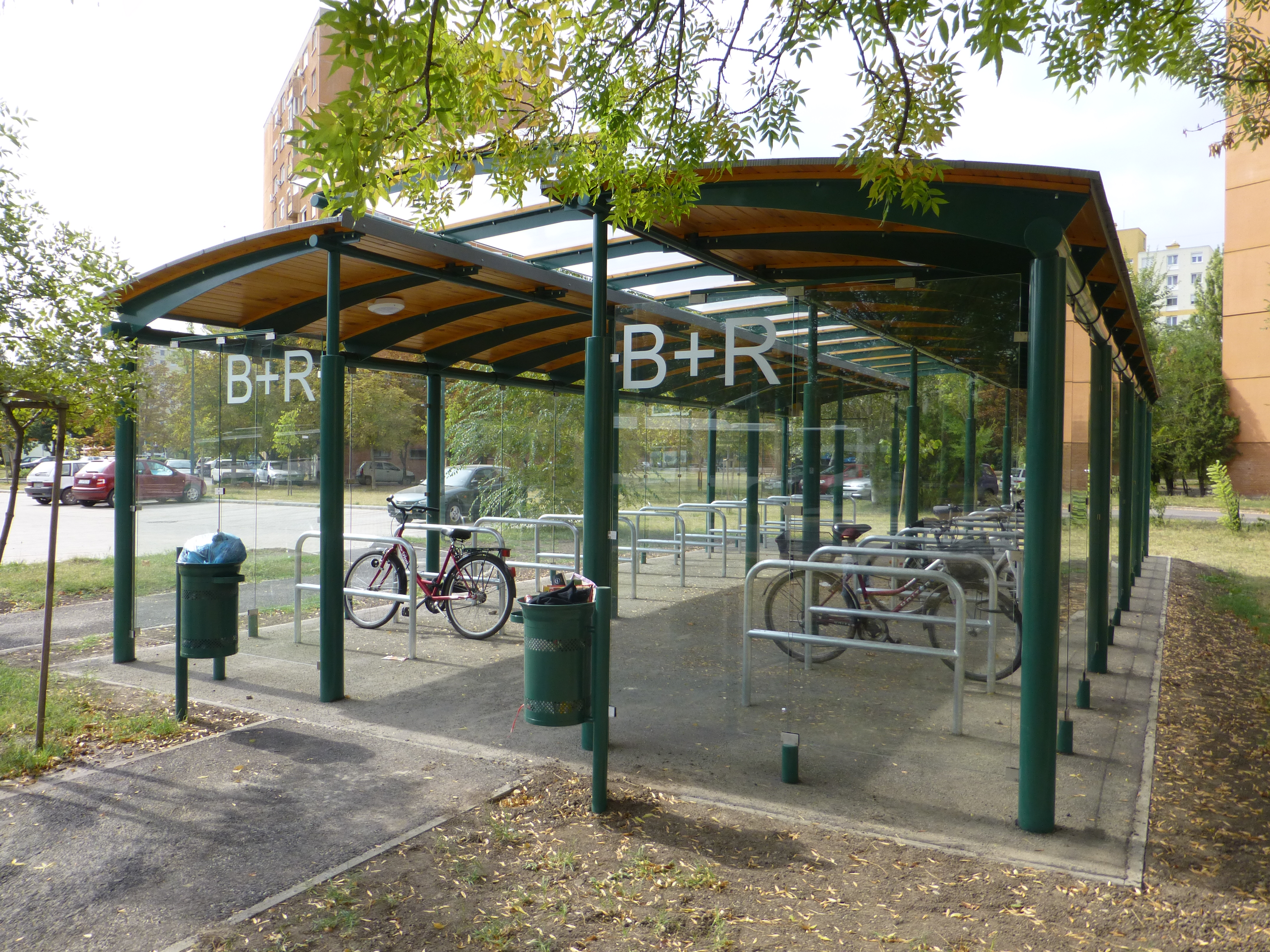
kerékpártároló

### Utcák
| Név              | Hossz (kb.) | elhelyezkedés                               | megállók                       | járat vonalak száma (járatok)                         |
| ---------------- | ----------- | ------------------------------------------- | ------------------------------ | ----------------------------------------------------- |
| Makkosházi körút | 0,8 km      | csongrádi és József Attila sugárútak között | 6 (3 a körutak-sugárút sarkán) | 5 (8, 19, 84, 90, 90F) trolik csak a kanyarodó sávig. |

| # | Utca Név         | Utcák                            |
| - | ---------------- | -------------------------------- |
| 1 | Agyagos Utca     | Makkosházi krt. és Lomnici Utca  |
| 2 | Gát Utca         | Hont Ferenc Utca és Lomnici Utca |
| 3 | Gyöngyvirág Utca | Hont Ferenc Utca és Ortutay Utca |
| 4 | Juharfás Utca    | Hont Ferenc Utca és Lomnici Utca |
| 5 | Hont Ferenc Utca | Gát Utca és Lomnici Utca         |
| 6 | Lomnici Utca     | Csongrádi Sgt. és Tölgyes Utca   |
| 7 | Ortutay Utca     | Makkosházi krt. és Gát Utca      |

- Csongrádi sugárút (Makkosházi krt. és a Töltés közötti rész)

### Megállók
| Név                                                  | Járatok                 |
| ---------------------------------------------------- | ----------------------- |
| Ortutay Utca                                         | 8, 19                   |
| Gát Utca                                             | 8, 19                   |
| Makkosház                                            | 8, 19, 84               |
| Ipoly Sor                                            | 84, Távolsági Járatok   |
| Makkosházi körút (Csongrádi sugárút) "Busz Megálló"  | 84, Távolsági Járatok   |
| Makkosházi körút (Csongrádi sugárút) "Troli Megálló" | 5, 8, 9, 19             |
| Makkosházi körút                                     | 8, 19, 84, 90, 90F, 90H |
| Makkosházi körút (Rókusi körút)                      | 5, 9, 90, 90F, 90H      |
| Európa Liget                                         | 2                       |
| Agyagos utca (Makkosházi krt)                        | 84, 90, 90F, 90H        |

## Járatok

### Jelenlegi járatok

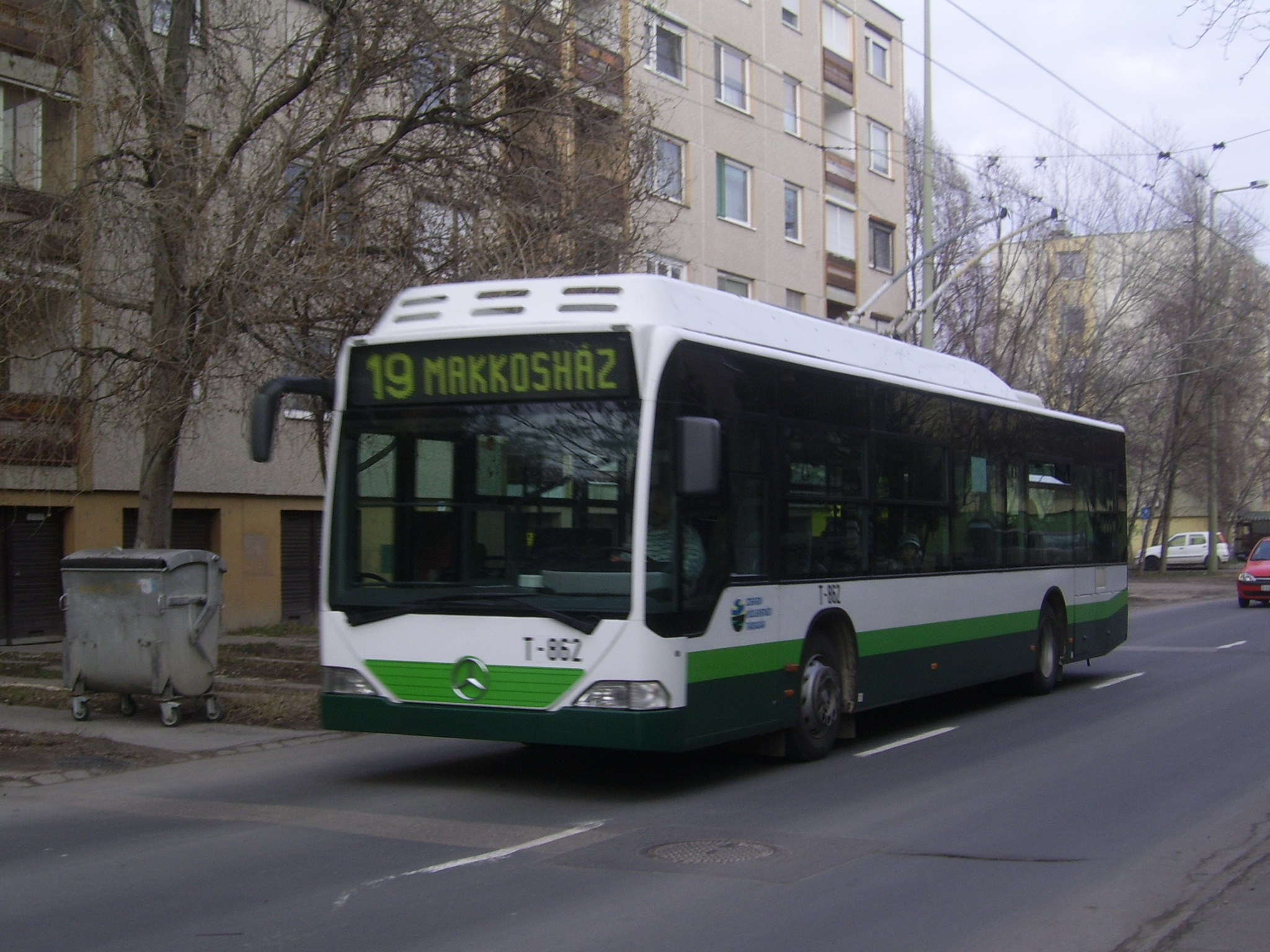
Trolibusz a 19-es vonalon Makkosházán

| Járatszám | Végállomások                      | Menetidő       | Menetidő         | Menetidő          | Menetidő            | Megállók              | Megjegyzés                                   |
| Járatszám | Végállomások                      | Elméleti (oda) | Gyakorlati (oda) | Elméleti (vissza) | Gyakorlati (vissza) | Megállók              | Megjegyzés                                   |
| --------- | --------------------------------- | -------------- | ---------------- | ----------------- | ------------------- | --------------------- | -------------------------------------------- |
| 8         | Makkosház / Klinikák              | 13 perc        | 13-17 perc       | 13 perc           | 13-17 perc          | 14 (26 oda-vissza)    | 2012. március 3-án átkerült makkosházra.     |
| 19        | Makkosház / Tarján, Víztorony tér | 21 perc        | 21-27 perc       | 20 perc           | 20-24 perc          | 20-21 (39 oda-vissza) | 2011. június 16-tól közlekedik makkosházról. |
| 84        | Makkosház / Gabonakutató          | 17 perc        | 17 perc          | 18 perc           | 18 perc             | 14 (26 oda-vissza)    | A legrégebbi járat a városrészben.           |

### Megszűnt és Korábbi járatok

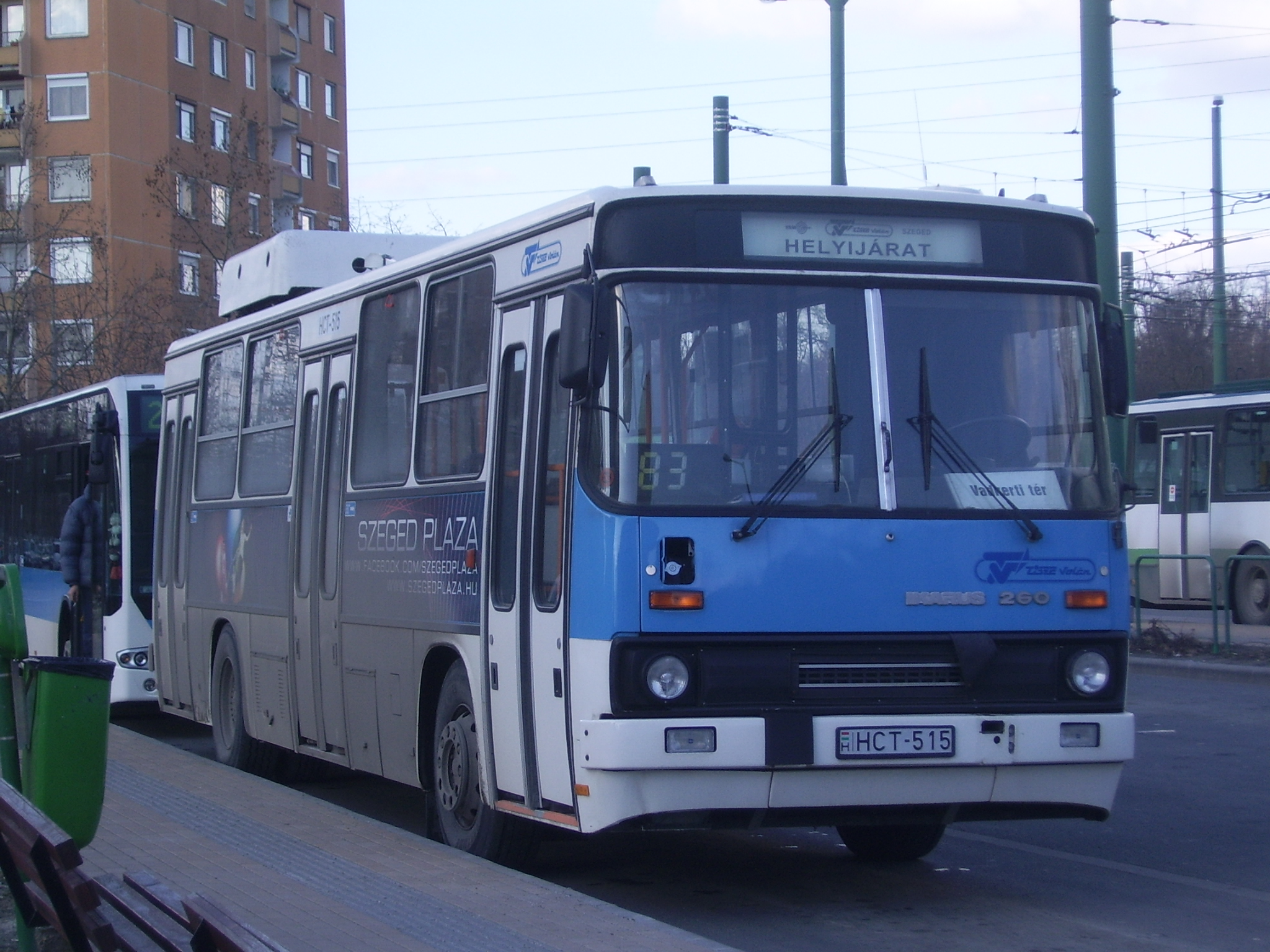
Az egykori 83-as járat Makkosházán

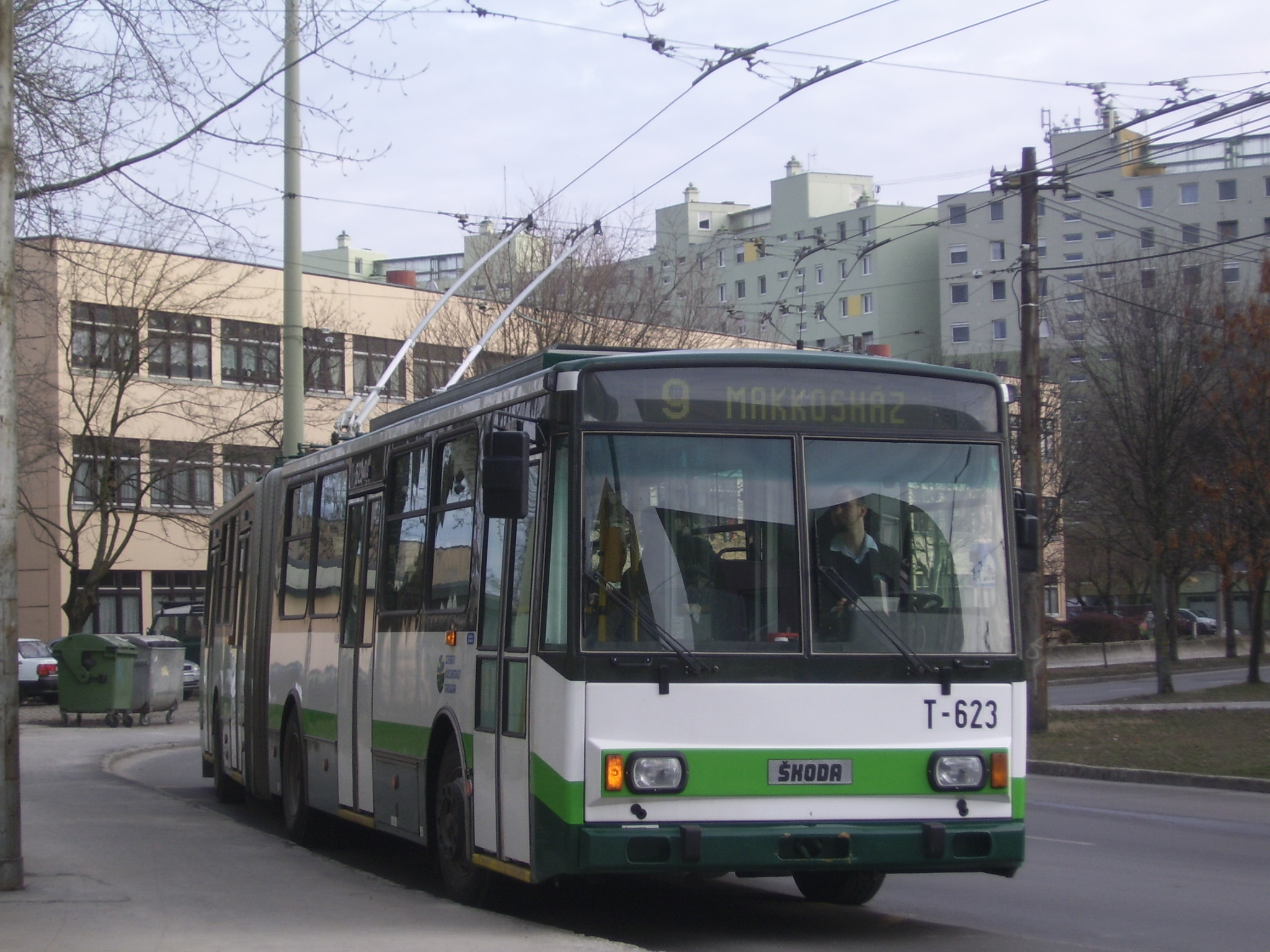
A 9-es trolivonal még Makkosházán, háttérben a Bonifert Domonkos iskolával.

| Járatszám | Végállomások                          | Évek      | Menetidő | Menetidő | Megjegyzés   |
| Járatszám | Végállomások                          | Évek      | oda      | vissza   | Megjegyzés   |
| --------- | ------------------------------------- | --------- | -------- | -------- | ------------ |
| 2         | Makkosház / Erdélyi tér               | 1998-2012 | 30 perc  | 30 perc  | megszünt     |
| 83        | Makkosház / Vadkerti tér, buszforduló | 1985-2012 | 28 perc  | 28 perc  | megszünt     |
| 83A       | Makkosház / Személy pályaudvar        |           | 22 perc  | 22 perc  | megszünt     |
| 9         | Lugas utca / Makkosház                | 1985-2012 | 18 perc  | 19 perc  | áthelyezeték |
| 9         | Lugas utca / Vértói út                | 2012-2022 | 18 perc  | 19 perc  | áthelyezeték |
| 9         | Lugas utca / Bakay Nándor utca        | 2022-     | 18 perc  | 19 perc  | áthelyezeték |

## Oktatás
- Bonifert Domonkos Általános Iskola
- Makkosházi óvoda
- Makkosházi bölcsőde

## Áruházak, boltok

### Jelenlegi Áruházak és Boltok

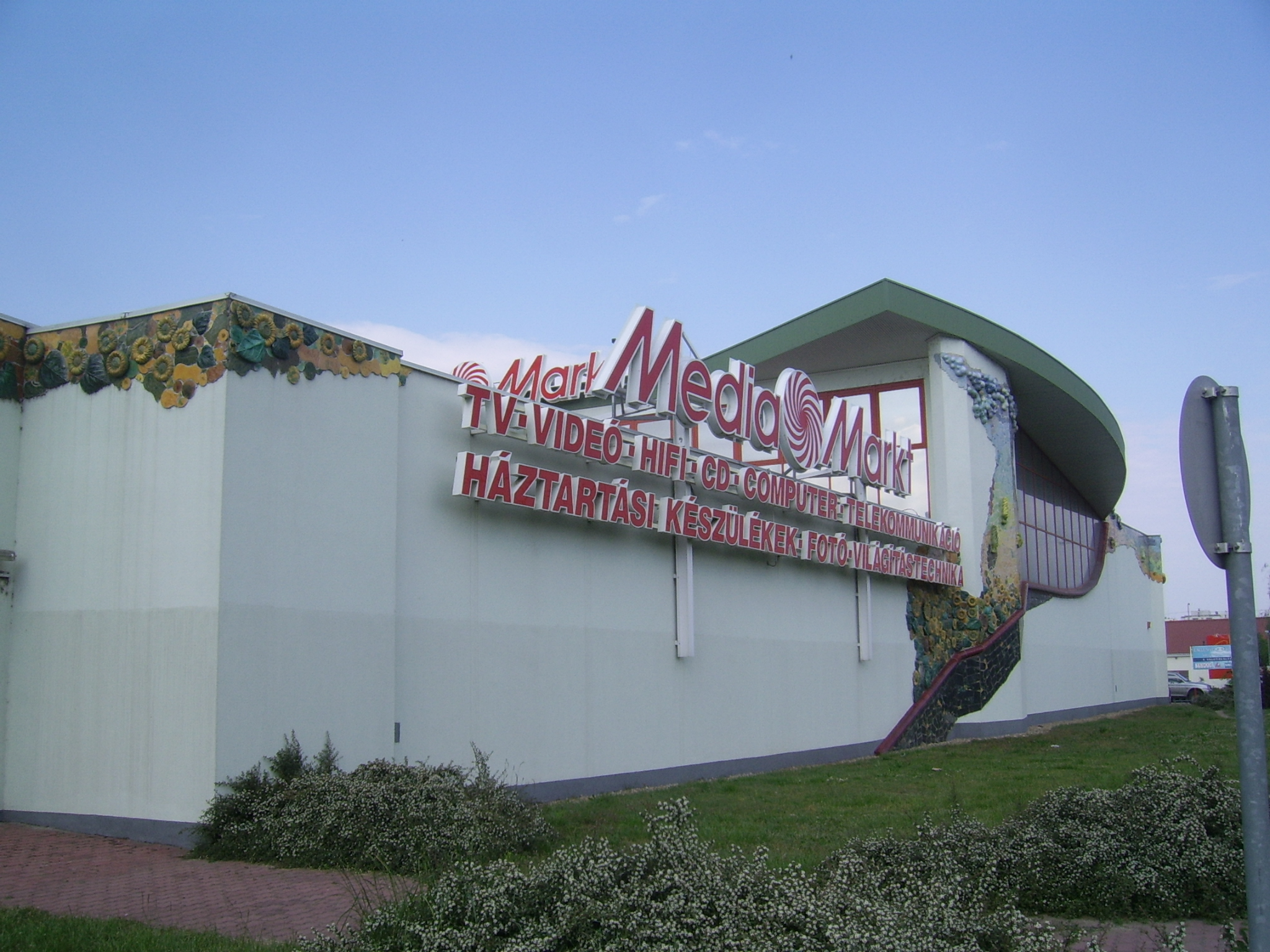
A korábbi Media Markt áruház 2011-ben

|                | Üzletek                      | Elhelyezkedés                          | Megjegyzés |
| Áruházak       | Áruházak                     | Áruházak                               | Áruházak   |
| -------------- | ---------------------------- | -------------------------------------- | ---------- |
| 1.             | Penny Market                 | Makkosházi körút 27.                   |            |
| 2.             | Lidl                         | Makkosházi körút 21.                   |            |
| 3.             | Aldi                         | Makkosházi körút 29.                   |            |
| Kis Boltok     |                              |                                        |            |
| 4.             | Nemzeti Dohánybolt 3x        | Ortutay Utca 2x, Csongrádi Sugárút 89. |            |
| 5.             | Olcsó Diszkont               | Makkosházi körút 22.                   |            |
| 6.             | Csaba boltja                 | Ortutay Utca                           |            |
| 7.             | Juharfás ABC                 | Juharfás Utca - Lomnici Utca           |            |
| 8.             | Zöldfa húsbolt               | Hont Ferenc u. 5                       |            |
| Gyógyszertár   |                              |                                        |            |
| 9.             | Makkosháza patika            | Ortutay u. 4.                          |            |
| Benzinkútak    |                              |                                        |            |
| 10.            | Csongrádi sugárúti Benzinkút | Csongrádi sugárút                      |            |
| Kocsmák        |                              |                                        |            |
| 11.            | Kőbölcső                     | Hont Ferenc Utca 24                    |            |
| 12.            | Sörszanatórium               | Ortutay Utca 1-2.                      |            |
| 13.            | Hangulat presszó             | Juharfás u. 8                          |            |
| 14.            | Bogi presszó                 | Gyöngyvirág Utca                       |            |
| 15.            | Topáz italbolt               | Ortutay Utca 5-6.                      |            |
| Éttermek       |                              |                                        |            |
| 16.            | HappyHot Pizza               | Makkosházi krt 23.                     |            |
| 17.            | Ortutay Falatozó             | Makkosházi krt 27/A                    |            |
| 18.            | Makkos Bisztró               | Ortutay Utca 1.                        |            |
| További Boltok |                              |                                        |            |
| 19.            | C&F Kínai üzlet              | Makkosházi krt 26.                     |            |

### Korábbi áruházak
|    | Üzletek         | Nyitás            | Bezárás                                                            | Korábbi Elhelyezkedés |
| -- | --------------- | ----------------- | ------------------------------------------------------------------ | --------------------- |
| 1. | Coop            | TBA               | 2020. január 11.                                                   | Makkosházi körút 26.  |
| 2. | Media Markt     | 2000. november 4. | 2011. október 4-én átköltözött az Árkád Szeged Bevásárlóközpontba. | Makkosházi körút 29.  |
| 3. | Kika            | 2016. március 29. | 2018. február                                                      | Makkosházi körút 29.  |
| 4. | Dazzling áruház | 2012. április 8.  | TBA                                                                | Makkosházi körút 29.  |